# Château Pirmez
le château Pirmez est un hôtel de maître néo-classique bâti en 1833 par Victor Pirmez à Châtelet (Belgique). L'immeuble devient orphelinat en 1903 et centre d'accueil et de formation professionnelle en 1997.

## Galerie

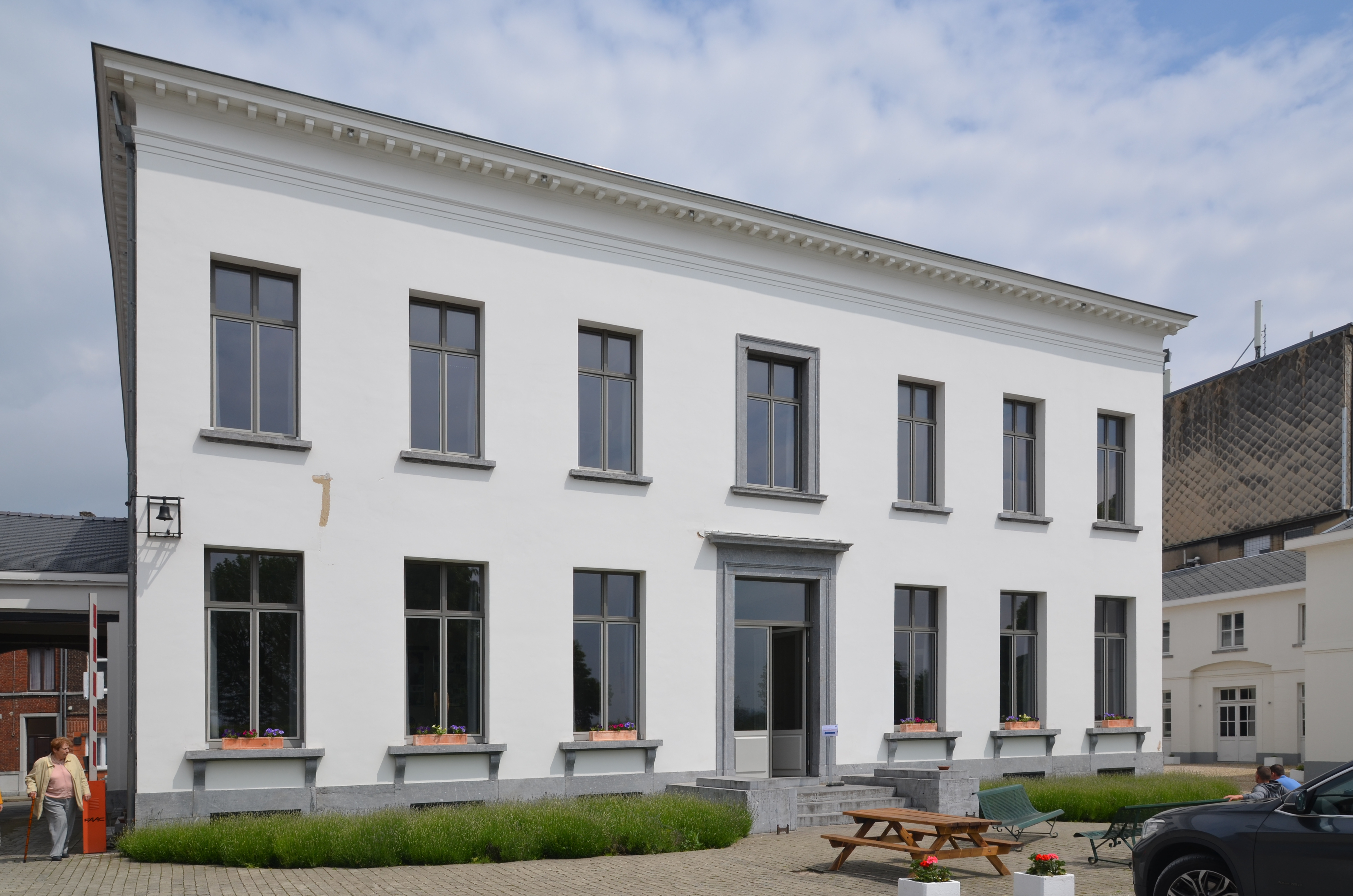
Vue de la façade arrière.
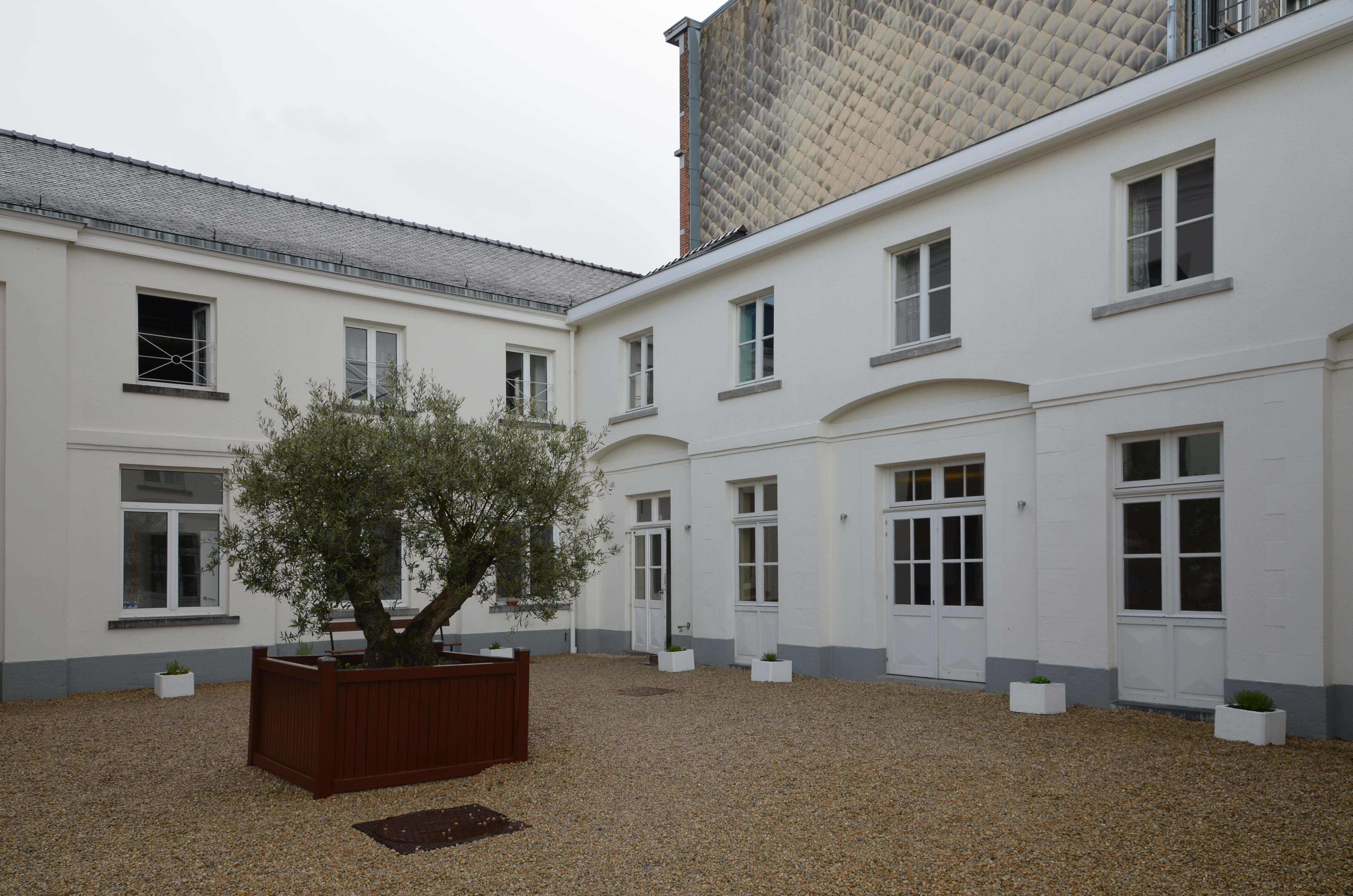
Annexe Sud.
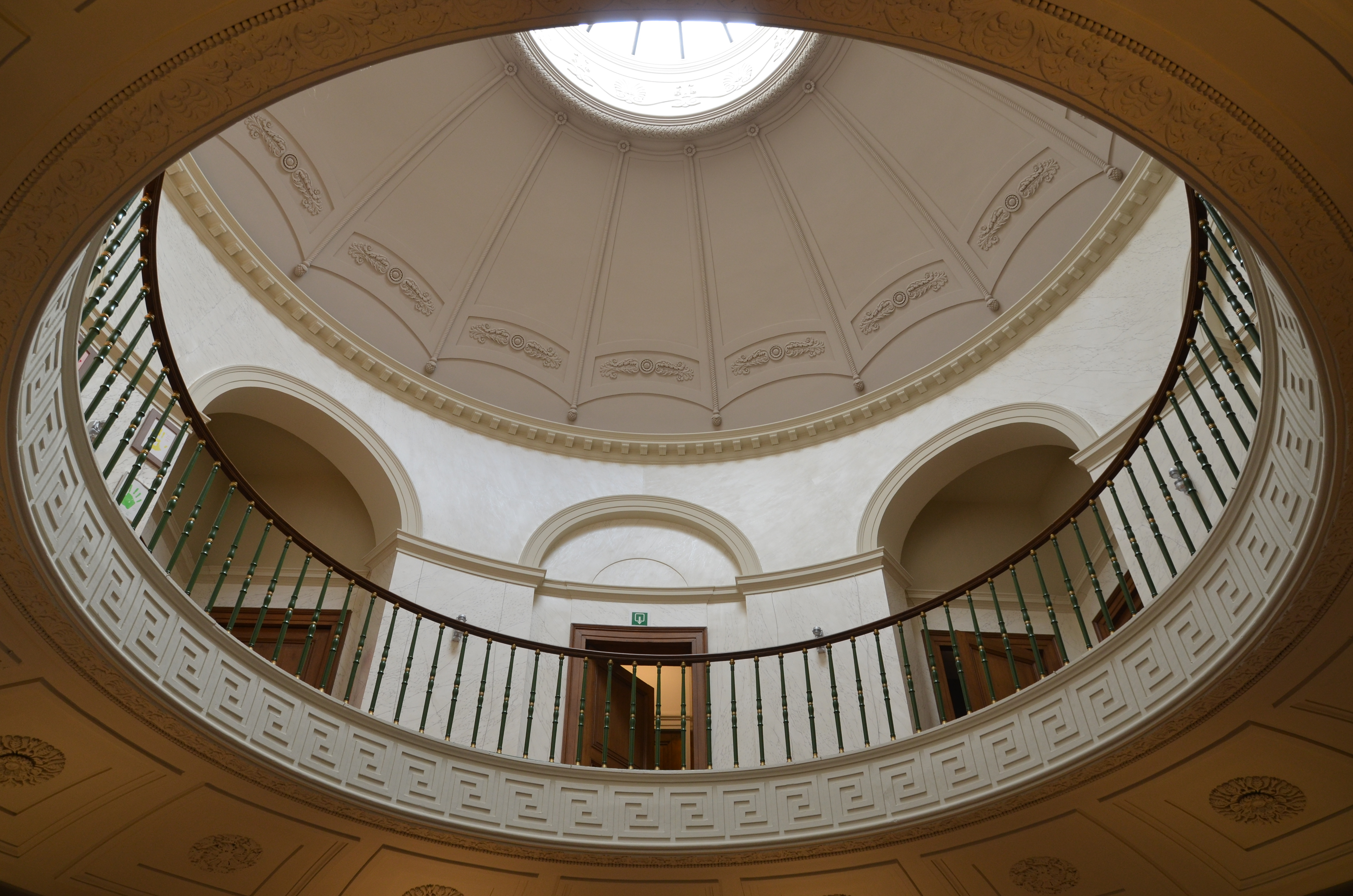
Coupole de la rotonde.
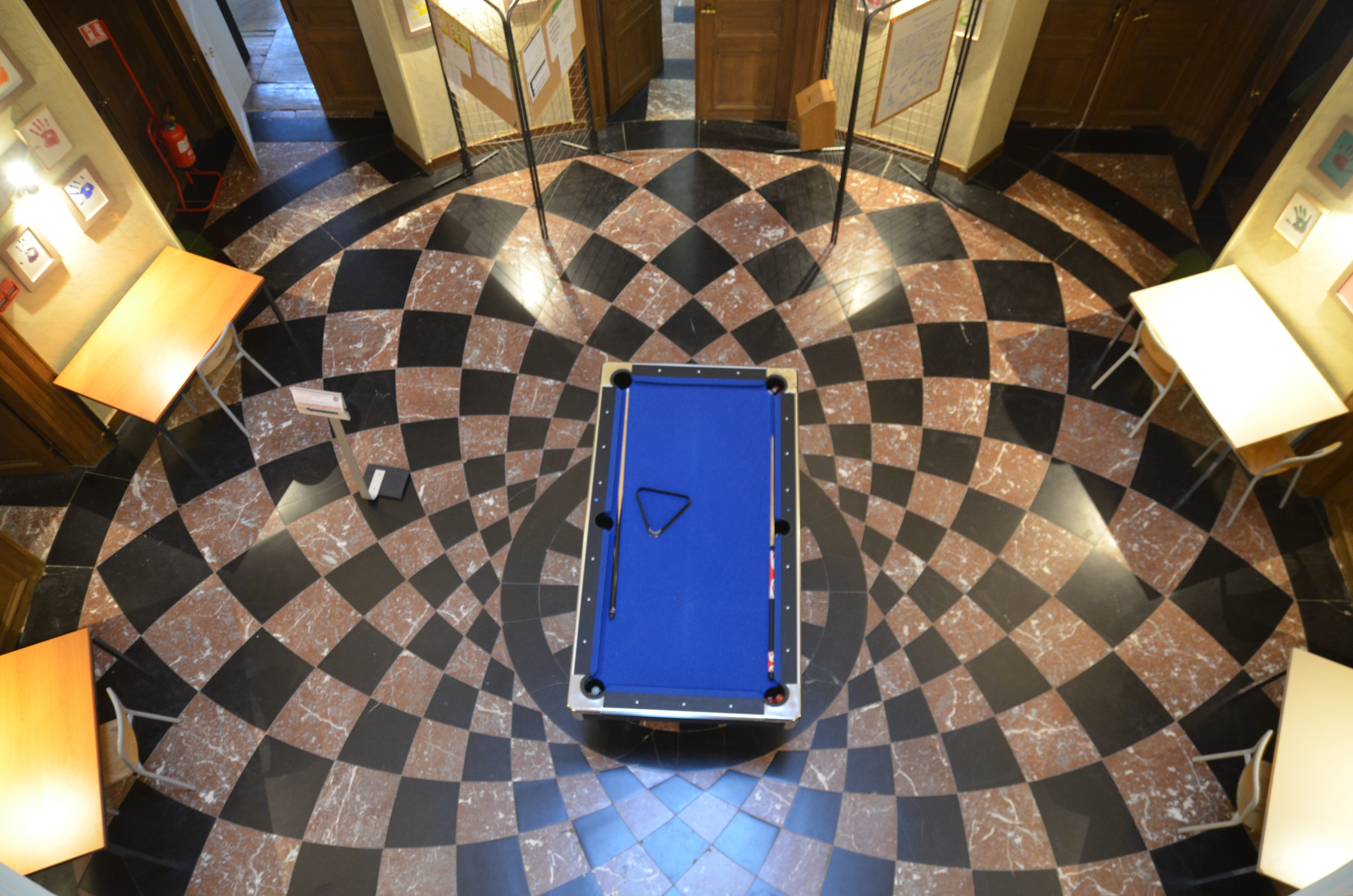
Sol carrelé de la rotonde.